# Morfina
La morfina è un composto chimico di formula C17H19NO3 che in condizioni standard si presenta come un solido cristallino di colore bianco, inodore, dal gusto acido.

## Storia
Vi sono prove archeologiche che i papaveri da oppio venivano coltivati già durante il Neolitico e l'Età del Bronzo, e che probabilmente hanno avuto origine nella parte nord-orientale del Mediterraneo, in Asia Minore e Turchia. L'oppio fu introdotto in India, forse da Alessandro Magno nel IV secolo o da eserciti invasori nell'VIII secolo, anche se il primo caso documentato di coltivazione in India risale al XV secolo.
Le tavolette di argilla sumere, risalenti a 8000 anni fa, rappresentano le prime prescrizioni di oppio. Gli antichi Greci, Indiani, Cinesi, Egizi, Romani, Arabi, le persone nel Medioevo e gli europei dal Rinascimento in avanti hanno considerato l’oppio una medicina sempre accettata, una panacea per tutti i mali.
La morfina e i suoi derivati sono menzionati in opere di grande rilievo, come quelle di Omero, Paracelso, Ippocrate, Teofrasto, ecc. Chiamato "pianta della gioia", l'oppio veniva utilizzato per trattare una varietà di condizioni sia negli adulti che nei bambini, tra cui dolori di varia origine, irrequietezza, tosse, sanguinamento, diarrea e persino raffreddori. Il ritorno dell'oppio in Europa nei primi anni del 1500 è associato al nome del medico svizzero Paracelso. Egli rese popolare l'uso del laudano, una tintura alcolica di oppio, che veniva impiegata per trattare condizioni come debolezza, affaticamento, insonnia, tosse, diarrea e, naturalmente, dolori di varia origine.
Riferimenti nell’Odissea e nella Bibbia, così come l’uso da parte di leader e filosofi noti come Franklin, Napoleone, Coleridge, Poe, Shelley, Hitler e molti altri, hanno contribuito a rimuovere l'etichetta di immoralità legata al suo impiego. I soldati feriti nelle guerre civile americana, crimeana britannica e franco-prussiana furono autorizzati ad abusare della sostanza. Entro il 1830, un terzo di tutte le morti per avvelenamento letale era dovuto all’oppio.
L'isolamento della morfina nella sua forma pura fu il risultato di anni di ricerca e sperimentazione, avvenuti principalmente tra il 1803 e il 1817. Attraverso una ricerca diligente, Serturner fu il primo a isolare ed estrarre con successo cristalli di morfina dal succo resinoso del seme di papavero nel dicembre 1804 a Paderborn, in Germania.
Quando la sua scoperta rimase inosservata, Serturner continuò i suoi esperimenti e descrisse le proprietà della nuova sostanza, che chiamò Principium somniferum, che era una base debole e solubile in soluzioni acide. Poiché la sua scoperta avvenne quasi 50 anni prima dell'invenzione della siringa ipodermica, il farmaco doveva essere somministrato per via orale.
Un giorno, tormentato da un terribile mal di denti, Serturner ingerì una piccola quantità del suo composto e provò un sollievo straordinario. Al risveglio, si rese conto che la sostanza era sicura per il consumo umano. Attraverso tentativi ed errori, mediante autosomministrazione e test su tre giovani volontari, notò che 30 mg del farmaco inducevano una sensazione di euforia e leggerezza mentale, la seconda dose causava sonnolenza e affaticamento eccessivo, mentre la terza provocava confusione e torpore nei partecipanti.
Suggerì quindi che la dose ottimale fosse di 15 mg e chiamò la sostanza "Morphium", ispirandosi al dio greco del sonno e dei sogni.
Quando il termine "alcaloide" fu coniato nel 1818 da W. Meissner e il suffisso "-ina" venne applicato al gruppo, il "Morphium" divenne noto come morfina. Nel 1831, Serturner ricevette il premio Montyon dall'Istituto di Francia e il titolo di "Benefattore dell'Umanità" per il suo lavoro nell'isolamento della morfina dall'oppio.
La morfina non fu solo il primo alcaloide estratto dall'oppio, ma anche il primo alcaloide mai isolato da una pianta. La scoperta di Serturner permise ai medici di prescrivere la morfina in dosaggi regolati per alleviare il dolore ed eliminò i rischi di sovradosaggio associati al succo grezzo di papavero, la cui concentrazione di morfina variava imprevedibilmente da un lotto all'altro. Solo nel 1925 Sir Robert Robinson dedusse la formula empirica della morfina e, nel 1952, Marshall D. Gates Jr. sintetizzò il farmaco in laboratorio.
La morfina e la codeina, sono servite come materiali di partenza convenienti per la sintesi su scala commerciale di composti utili in campo medico, fino a quando l’oripavina e la tebaina sono diventate più ampiamente disponibili.
Fino al XX secolo l'utilizzo e la distribuzione degli oppioidi non era regolamentata. La morfina e l'oppio potevano dunque essere utilizzati legalmente senza prescrizione medica. Di conseguenza, i governi di molti Paesi iniziarono a considerare regolamenti per ridurre l'uso di droghe.
Ciò portò alla Pure Food Act del 1906 negli Stati Uniti, che vietò i farmaci contraffatti e impose l'etichettatura di sostanze come la morfina. Nel 1914 fu approvato l'Harrison Narcotics Tax Act per regolamentare e tassare la produzione, l'importazione e la distribuzione degli oppioidi.
I medici prescrittori e i farmacisti divennero responsabili della dispensazione degli oppioidi. Pochi anni dopo, nel 1924, una nuova legge proibì qualsiasi uso di eroina. Tutte queste misure ridussero significativamente l'uso di morfina e oppiacei. In Russia, la prima legge sulle misure contro il consumo di oppio fu adottata il 7 giugno 1915.
L'uso della morfina venne autorizzato per la prima volta dalla FDA nel 1941.

## Caratteristiche strutturali e fisiche
Si tratta di un alcaloide fenantrenico strutturalmente complesso. Piccoli prismi rombici o aghi sono ottenuti da alcol diluito sotto forma di sale monoidrato. Dal metanolo di ottengono prismi ortorombici, prismi sfenoidali e aghi. Il solfato di morfina all'aria tende a disidratarsi e a scurirsi se esposto alla luce.
| N. di atomi pesanti                  | 21                           | 21                     |
| N. di donatori di legami a idrogeno  | 2                            | 2                      |
| N. di accettori di legami a idrogeno | 4                            | 4                      |
| N. di elementi stereogenici definiti | 5                            | 5                      |
| Massa monoisotopica                  | 285,13649347 u               | 285,13649347 u         |
| Superficie polare                    | 52,9 Å²                      | 52,9 Å²                |
| Sezione d'urto                       | [M+H]+                       | 164 Å²                 |
| Potere rotatorio                     | 77° a 15 °C (in acqua)       | 77° a 15 °C (in acqua) |
| Potere rotatorio                     | - 132° a 25 °C (in metanolo) |                        |

| Gravità specifica           | 1,32 a 20°C/4 °C |
| Temperatura di sublimazione | 190 °C           |
| Rifrattività                | 80,12 m3/mol     |
| Polarizzabilità             | 29,94 Å3         |

La morfina è liberamente solubile in soluzioni di alcali fissi e idrossidi di metalli alcalino-terrosi, così come in fenolo e cresoli. È moderatamente solubile nelle miscele di cloroformio con alcoli, leggermente solubile in ammoniaca e benzene, insolubile in acqua e solfuro di carbonio. Inoltre, un grammo della sostanza risulta solubile in:
- 210 ml di alcol,
- 98 ml di alcol bollente,
- 1.220 ml di cloroformio,
- 6.250 ml di etere,
- 114 mL alcol amilico,
- 10 ml di metanolo bollente,
- 525 ml di acetato di etile.

Quando viene riscaldata fino a decomposizione emette fumi tossici contenenti ossidi di azoto.

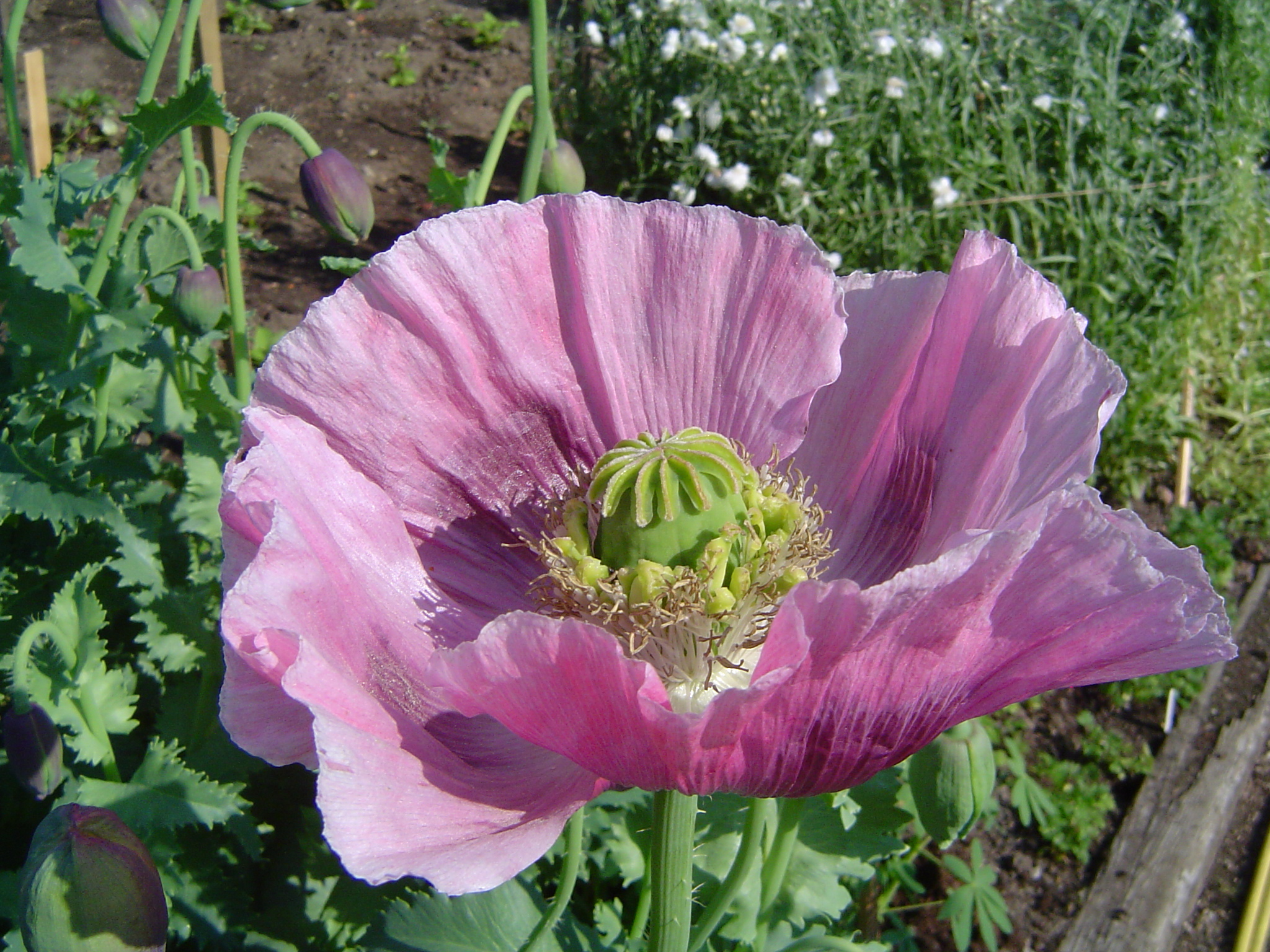
Papavero da oppio

## Abbondanza e disponibilità
La morfina è uno degli alcaloidi naturali presenti nell'oppio, derivato da P. somniferum. La morfina, insieme ad altri alcaloidi benzilisochinolinici di rilevanza farmaceutica come la codeina e la noscapina, viene accumulata nel lattice, il citoplasma delle cellule specializzate chiamate laticiferi, distribuiti lungo il floema della pianta.

## Reattività e caratteristiche chimiche
| pH della soluzione satura | 8,5                                    |
| pKa                       | 8,21 a 25 °C 9,85 a 20 °C              |
| pKa (basica)              | 8,18                                   |
| pKaH1                     | 8,07 a 15 °C 8,03 a 20 °C 8,21 a 25 °C |
| pKb                       | 6,13 a 20 °C                           |

I sali di morfina sono incompatibili con alcali, bromuri, ioduri, permanganato di potassio, acido tannico e astringenti vegetali, così come con i sali di ferro, piombo, manganese, argento, rame e zinco. L'alcalinità delle bottiglie di vetro può precipitare parte della morfina da una soluzione salina.

### Spettri analitici
- GC-MS
- MS-MS[3]
- LC-MS
- MALDI[32]
- UV[33]
- IR[4]
- ATR-IR[34]
- Raman[35]

## Biochimica

### Biosintesi
La morfina rappresenta generalmente l'8–14% del peso secco dell'oppio, sebbene i cultivar appositi raggiungano il 26% o producano poca morfina (meno dell'1%). Queste ultime varietà, tra cui "Przemko" e "Norman", vengono utilizzate per produrre altri due alcaloidi, la tebaina e l'oripavina utilizzate nella fabbricazione di oppioidi semisintetici e sintetici come l'ossicodone e altri tipi di molecole.
Essa rappresenta uno dei diversi tipi di alcaloidi presenti nell'oppio. La biosintesi della morfina è un complesso processo biochimico che coinvolge una serie di reazioni enzimatiche altamente specifiche, le cui fasi principali sono:
1. sintesi dell'(S)-norcoclaurina: condensazione di due derivati della tirosina, dopamina e 4-idrossifenilacetaldeide, catalizzata dall'enzima norcoclaurina sintasi (NCS), che porta alla formazione di (S)-norcoclaurina;[37][38]
2. conversione dell'(S)-norcoclaurina in (S)-reticulina: l'(S)-norcoclaurina viene trasformata in (S)-reticulina attraverso una serie di reazioni enzimatiche successive catalizzate da diverse metiltransferasi e idrossilasi;[39][40][41]
3. epimerizzazione della (S)-reticulina in (R)-reticulina[42]
4. formazione della salutaridina e suo ulteriore metabolismo: l'(R)-reticulina subisce una reazione di accoppiamento catalizzata dalla salutaridina sintasi (SalSyn), portando alla formazione della salutaridina che viene quindi ridotta a salutaridinol dallasalutaridina reduttasi (SalR) e acetilata dalla salutaridinol 7-O-acetiltransferasi (SalAT), dando origine al salutaridinol 7-O-acetato da cui, per perdita spontanea dell'acetile, si forma la tebaina;[43]
5. conversione della tebaina in morfina: la tebaina subisce un processo di O-demetilazione catalizzato dalla tebaina 6-O-demetilasi (T6ODM), formando il neopinone, che si converte spontaneamente in codeinone. La codeinone reduttasi (COR) riduce il codeinone a codeina, la quale viene ulteriormente O-demetilata dalla codeina-O-demetilasi (CODM) per ottenere morfina.[44] In alternativa, la tebaina può essere direttamente convertita in morfinone, successivamente ridotto a morfina.[45]

La morfina è inoltre un noto prodotto di trasformazione epatica della codeina. Il composto è anche prodotto dal corpo umano in varie cellule, tra cui i globuli bianchi.

## Farmacologia e tossicologia
Attualmente vengono prodotte diverse forme di morfina, tra cui supposte, compresse, capsule (incluse capsule a rilascio prolungato), soluzioni iniettabili e sciroppi. Le vie di somministrazione spinale ed epidurale sono state ampiamente utilizzate, riducendo così la dose totale del farmaco e, di conseguenza, il numero di effetti collaterali.
Attualmente, la morfina viene prodotta in due forme (sali idrosolubili), come il solfato di morfina e il cloridrato di morfina, che penetrano lentamente nella barriera emato-encefalica, nella dura madre e nella sostanza del cervello e del midollo spinale.

### Farmacocinetica
La morfina viene assorbita rapidamente e completamente attraverso qualsiasi via di somministrazione. In questo caso, a causa della sua idrofilia, l'effetto inizia dopo 30-40 minuti e dura fino a 5-6 ore. Più recentemente, con la disponibilità di forme a rilascio prolungato, i farmaci orali sono diventati sempre più popolari. Il loro effetto può durare fino a 12 ore, riducendo la necessità di dosaggi più frequenti. L'effetto analgesico della morfina somministrata per via endovenosa dipende dal sesso. L'EC50 negli uomini è di 76 ng/mL, mentre nelle donne è di 22 ng/mL.
Quando la morfina viene somministrata per via enterale, passa prima attraverso il fegato, dove viene altamente metabolizzata. Di conseguenza, solo circa il 30% del farmaco raggiunge la circolazione sistemica e sono necessarie dosi più elevate rispetto alla somministrazione parenterale. Viene inoltre metabolizzata attivamente in altri organi, come il cervello e i reni, dove viene scomposta in metaboliti che vengono escreti nelle urine e nella bile.
I livelli plasmatici risultanti dopo iniezione sottocutanea, intramuscolare ed endovenosa sono del tutto comparabili. Dopo iniezione i livelli plasmatici di morfina raggiungono il picco in circa 20 minuti mentre dopo somministrazione orale si raggiunge il picco in circa 30 minuti. È un farmaco idrofilo che si lega solo al 20-35% alle proteine, principalmente all'albumina. Il volume di distribuzione è pari a 1-6 l/kg.
Il tempo di dimezzamento della morfina nel sangue e nel plasma è di 2,7 ore (1,2-4,9 ore) e di 2,95 ore(1,8-5 ore) rispettivamente. La clearance media è di 1,16 l/min (0,32-1,7 l/min) nel sangue e di 1,09 l/min (0,77-1,1 l/min) nel plasma.
La morfina viene metabolizzata principalmente nel fegato e circa l'87% della dose viene escreta nelle urine entro 72 ore dalla somministrazione. La morfina viene metabolizzata principalmente in morfina-3-glucuronide (M3G) e morfina-6-glucuronide (M6G) via glucuronidazione da parte dell'enzima UDP-glucuronosil transferasi-2B7 (UGT2B7). Circa il 60% della morfina viene convertito in M3G, mentre il 6% - 10% viene convertito in M6G. L'M3G è inattivo, mentre l' M6G si lega ai recettori μ ed ha effetto analgesico molte volte più potente della morfina.
La quantità di farmaco che si ritrova nel latte materno è inferiore all’1% della dose, pertanto la sindrome d'astinenza che si manifesta nei neonati di madri tossicodipendenti è causata, con ogni probabilità dall’esposizione intrauterina all’oppioide.

### Farmacodinamica
La morfina è l'oppioide prototipico ed è lo standard in base al quale vengono testati gli altri oppioidi.  Interagisce prevalentemente con l'eteromero dei recettori oppioidi μ – δ. I siti di legame μ sono distribuiti nel cervello, e sono concentrati prevalentemente nell'amigdala posteriore, ipotalamo, talamo, nucleo caudato, putamen e alcune aree corticali. Si trovano anche sugli assoni terminali degli afferenti primari all'interno delle lamine I e II del midollo spinale e nel nucleo spinale del nervo trigemino.
È stato dimostrato che la morfina si lega e inibisce gli interneuroni inibitori del GABA. Normalmente, questi interneuroni bloccano la via di inibizione discendente del dolore. Senza i segnali inibitori, la modulazione del dolore può procedere a livello inferiore.
Due farmaci, il naloxone e il naltrexone, sono in grado di spostare le molecole di morfina e analoghi dai recettori cerebrali, interrompendone l'azione: in particolare l'azione del naloxone è estremamente rapida, cosa che lo rende un farmaco salvavita in caso di intossicazione acuta da oppiacei (overdose). Il naltrexone invece si lega in modo più duraturo a tali recettori e inibisce l'azione di oppio e derivati per un periodo prolungato nel tempo, e si usa nella disintossicazione per impedire l'effetto eccitatorio della droga.

### Effetti del composto e usi clinici
Viene utilizzato, spesso sotto forma di solfato, per alleviare il dolore acuto e grave o il dolore cronico da moderato a grave. Il farmaco viene anche somministrato per via parenterale come supplemento per l'analgesia durante il parto. La morfina è il farmaco di scelta per alleviare il dolore da infarto miocardico. Può essere utilizzata in ambito veterinario come analgesico (narcotico), preanestetico, antitussivo e antiperistaltico.

#### Trattamento del dolore
La morfina viene utilizzata principalmente per il trattamento del dolore grave, sia acuto che cronico. Viene utilizzata anche per gestire il dolore causato dall'infarto del miocardio e per i dolori del parto. La durata del suo effetto analgesico è tra circa tre e sette ore.
Tuttavia, esistono preoccupazioni circa il fatto che la morfina possa aumentare la mortalità in un quadro di infarto miocardico senza elevazione del tratto ST. La morfina viene tradizionalmente utilizzata nel trattamento dell'edema polmonare acuto, anche se una revisione del 2006 ha riscontrato poche prove a sostegno di tale pratica. Un revisione della Cochrane Collaboration del 2016 ha concluso che la morfina è efficace nell'alleviare il dolore oncologico. Gli effetti collaterali, come nausea e stipsi, sono raramente abbastanza gravi tanto da giustificare l'interruzione del trattamento.

#### Dispnea
La morfina a rilascio immediato è utile nel ridurre il sintomo della dispnea dovuta sia da un tumore che da altre cause non oncologiche. In un quadro di dispnea a riposo o da sforzo minimo dovuta a condizioni di cancro avanzato o allo stadio terminale di una malattia cardiorespiratoria, un regolare e a basso dosaggio rilascio prolungato di morfina può ridurre in modo significativo la dispnea in modo sicuro, con vantaggi che si mantengono nel tempo.

#### Disturbi associati all'assunzione di oppiacei
La morfina è disponibile come formulazione a lento rilascio, per la terapia sostitutiva degli oppiacei in Austria, la Bulgaria, la Slovenia e anche, per i tossicodipendenti che non possono tollerare né il metadone o la buprenorfina.

### Controindicazioni ed effetti collaterali
Il principale effetto avverso della morfina è la depressione respiratoria. La costipazione è un effetto collaterale comune. Nei pazienti con infarto miocardico, la morfina provoca una diminuzione della resistenza vascolare sistemica che può causare una temporanea riduzione della pressione arteriosa sistemica, portando a una grave ipotensione.
La morfina deve essere usata con cautela nei pazienti con psicosi tossiche. Diversi produttori raccomandano che il solfato di morfina non venga utilizzato nei pazienti con ileo paralitico noto o sospetto. Tutti gli analgesici oppioidi vengono metabolizzati dal fegato e devono essere usati con cautela nei pazienti con malattie epatiche, poiché può verificarsi un aumento della biodisponibilità dopo somministrazione orale con effetti cumulativi.
La morfina può potenzialmente scatenare o aggravare gli attacchi d'asma e deve essere evitata nei pazienti con storia di asma. Un aumento del rischio di fratture è stato osservato nei pazienti trattati con morfina e oppiacei, probabilmente legato al rischio di cadute a causa degli effetti sul sistema nervoso centrale, come le vertigini. L'analgesia a basso dosaggio di morfina somministrata durante le cure neonatali intensive è stata associata ad alterazioni precoci della struttura cerebrale e a problemi neuro-comportamentali a breve termine, che tuttavia non persistono nell'infanzia.

#### Effetti ormonali
La morfina riduce l’increzione del fattore di rilascio della corticotropina (CRF) conseguente a stress e di gonadoreline. Di conseguenza si ha una diminuzione di produzione di ACTH e di glucocorticoidi, così come di LH, FSH e di steroidi sessuali. La morfina aumenta inoltre l’increzione di prolattina, che può accentuare le conseguenze della ridotta produzione di testosterone nel maschio.
L'uso di morfina, come altri oppioidi, provoca ipogonadismo e squilibri ormonali nei consumatori cronici di entrambi i sessi. Questo effetto è dose-dipendente e si verifica sia nei consumatori con intenti terapeutici che ricreativi. La morfina può interferire con le mestruazioni perché sopprime l'ormone luteinizzante. Molti studi suggeriscono che la maggior parte dei consumatori cronici di oppioidi soffra di ipogonadismo. Questo effetto aumenta l'incidenza dell'osteoporosi e delle fratture ossee degli utilizzatori cronici. Gli studi suggeriscono che l'effetto è temporaneo.

#### Effetti sulla circolazione
La somministrazione acuta di morfina produce vasodilatazione periferica, riduce le resistenze periferiche ed attenua i riflessi vasomotori. Questi effetti non sono avvertiti dal paziente in posizione supina ma possono dar luogo ad episodi di ipotensione ortostatica e sincope se il paziente assume la posizione eretta. A questi effetti insorge tolleranza dopo poche somministrazioni ripetute a breve distanza di tempo.

#### Effetti sull'apparato gastro-intestinale
La somministrazione acuta di morfina può produrre bocca secca, nausea e conati di vomito, sia per stimolazione della CTZ che per una sensibilizzazione alla stimolazione labirintica. La morfina riduce la secrezione gastrica e duodenale, aumenta il tono della muscolatura liscia intestinale e rallenta la progressione dell’onda peristaltica. Produce stipsi di tipo spastico.
Come la loperamide e altri oppioidi, la morfina agisce sul plesso mioenterico nel tratto intestinale, riducendo la motilità intestinale e causando costipazione. Gli effetti gastrointestinali della morfina sono mediati dai recettori μ-oppioidi nell'intestino. Inibendo lo svuotamento gastrico e riducendo la peristalsi dell'intestino, la morfina riduce la velocità di transito intestinale. La riduzione della secrezione intestinale e il maggiore assorbimento di liquidi intestinali contribuiscono all'effetto costipante. Gli oppioidi possono agire indirettamente sull'intestino generando spasmi intestinali tonici dovuti all'inibizione della produzione di ossido nitrico.

#### Effetti su fegato e sul sistema biliare
La somministrazione acuta di morfina produce costrizione dello sfintere di Oddi e conseguente aumento della pressione delle vie biliari che può accentuare il senso di nausea e fastidio epigastrico e accentuare o scatenare il dolore da colica biliare.

#### Effetti su reni e vie urinarie
La morfina aumenta il tono muscolare degli ureteri ma l’effetto è bilanciato dall’oliguria di origine ormonale. Prolunga i tempi di svuotamento della vescica ma a questo effetto compare rapida tolleranza.

#### Effetti cutanei e sottocutanei
La somministrazione acuta di morfina può produrre arrossamento del volto, del collo e delle regioni superiori del torace, sudorazione, prurito, orticaria ed altre eruzioni cutanee.

#### Effetti sulle capacità sensoriali e motorie
La maggior parte delle pubblicazioni riporta che gli oppioidi compromettono in minima parte le capacità sensoriali, motorie o di attenzione. La morfina compromette l'eccitazione complessiva del SNC e riduce la velocità di risposta al test dell'ala Maddox. Sono presenti pochi studi riguardo agli effetti della morfina sulle capacità motorie; un'elevata dose di morfina può compromettere il movimento delle dita e la contrazione isometrica.
La morfina può avere un impatto negativo sulla memoria, ma questi effetti sono minimi e transitori. Nel complesso, sembra che alte dosi di oppioidi in soggetti non tolleranti producano minori effetti sulle capacità sensoriali e motorie, e probabilmente anche sull'attenzione e cognizione.

### Tossicologia
La LD 50 di morfina solfato per l'uomo non è nota con esattezza. In caso di grave dipendenza da farmaci, possono essere tollerati 2.000–3.000 mg al giorno.
| Valori terapeutici | 1-7 ug/dL    |
| Valori tossici     | 10-100 ug/dL |
| Valori letali      | > 400 ug/dL  |

#### Assuefazione
La tolleranza all’effetto analgesico della morfina si presenta come riduzione progressiva dell’efficacia e della durata dell’analgesia e comporta, come conseguenza, un aumento del dosaggio. La tolleranza all’inibizione dei centri del respiro si sviluppa parallelamente per cui l’aggiustamento del dosaggio non comporta il rischio di una depressione respiratoria.

#### Sindrome d'astinenza
I sintomi da astinenza si manifestano di solito entro poche ore dall’assunzione dell’ultima dose, raggiungono l’intensità massima entro 36-72 ore, quindi regrediscono gradualmente. Questi sintomi includono nelle prime 24 ore irrequietezza, sbadigli, midriasi, lacrimazione, rinorrea, sudorazione ed orripilazione.
Successivamente i sintomi progrediscono e sono aggravati dalla comparsa di fascicolazioni e spasmi muscolari, dolori addominali e alle gambe, lombalgia, talora severa, cefalea, starnuti, debolezza, ansia, irritabilità, alterazioni del sonno o insonnia, agitazione, anoressia, nausea, vomito, diarrea, disidratazione, perdita di peso, tachicardia, tachipnea, ipertensione, febbre e disturbi vasomotori. In assenza di trattamento i sintomi di astinenza più evidenti scompaiono in 5-14 giorni.

#### Overdose
Il sovradosaggio può causare asfissia e morte per depressione respiratoria se il paziente non riceve assistenza medica immediata. I sintomi da overdose da morfina includono:
- pelle fredda e umida,
- muscoli flaccidi
- accumulo di liquido nei polmoni
- abbassamento della pressione sanguigna
- pupille a "punta di spillo" o dilatate
- sonnolenza che può evolvere in stupor e coma
- respirazione rallentata
- battito cardiaco lento

### Interazioni
La contemporanea somministrazione di altri agenti che deprimono il sistema nervoso centrale, quali alcool o farmaci quali anestetici generali, ipnotici, sedativi, ansiolitici, neurolettici, antidepressivi triciclici, ed antistaminici, può potenziare gli effetti della morfina, particolarmente quello di inibizione sulla funzione respiratoria. La morfina, inoltre, può ridurre l’azione dei diuretici e potenziare gli effetti degli agenti di blocco neuromuscolare e dei miorilassanti in genere, del dicumarolo e degli altri anticoagulanti orali.
I pazienti al risveglio dall’anestesia sono particolarmente vulnerabili alla depressione respiratoria causata dalla morfina. L’acidosi respiratoria secondaria all’ipercapnia acuta, può causare una riattivazione dei miorilassanti a lunga durata al termine dell’anestesia, cui consegue una ulteriore depressione della respirazione. Quanto detto sopra, insieme agli effetti intrinseci della morfina sull’innervazione motoria efferente dei muscoli respiratori, può sfociare in breve tempo in una crisi respiratoria.
Nei pazienti emodializzati in terapia con cimetidina e morfina sono stati riportati casi di confusione e grave depressione respiratoria. La morfina, inducendo la liberazione di vasopressina, riduce l’efficacia dei diuretici; inoltre, causando spasmo dello sfintere della vescica, può provocare ritenzione urinaria, in particolare in soggetti con prostatismo precoce.
Interazioni potenzialmente utili sono invece quelle con antidepressivi triciclici, aspirina e altri farmaci antiinfiammatori non steroidei, per i quali si ha un potenziamento degli effetti analgesici che consente una riduzione del dosaggio di morfina. Gli anticonvulsivanti del tipo della carbamazepina possono incrementare l’analgesia e la sedazione indotte dall’oppiaceo nei pazienti in cui il dolore ha una componente neurologica. Nelle nevralgie pure la morfina può risultare inattiva, così come in alcuni stati dolorosi come la sindrome talamica e le lesioni del midollo spinale.

## Applicazioni
La morfina viene inoltre utilizzata nella produzione di ossicodone ed eroina.